# فردریکسبر
فردریکسبر (به دانمارکی: Frederiksberg) یک شهرک در دانمارک است که در کمون فردریکسبر واقع شده‌است. فردریکسبر ۸٫۷ کیلومتر مربع مساحت و ۱۰۳٬۱۹۲ نفر جمعیت دارد.

## خواهرخوانده
شهر هافنارفیورذور خواهرخواندهٔ فردریکسبر هست.